# Coptophyllum sylvestre
Coptophyllum sylvestre är en måreväxtart som först beskrevs av Henry Nicholas Ridley, och fick sitt nu gällande namn av Ian Mark Turner. Coptophyllum sylvestre ingår i släktet Coptophyllum och familjen måreväxter. Inga underarter finns listade i Catalogue of Life.